# Białowieża (plaats)
Białowieża is een klein dorp dat ligt in het oosten van Polen, in de provincie Podlachië, niet ver van de grens met Wit-Rusland.
Białowieża betekent letterlijk 'witte toren'. De naam zou afgeleid zijn van de witte toren (Bela Vezja in het Wit-Russisch) in Kamienic, nu in Wit-Rusland.
Hoewel het dorp in Polen ligt, is de plaatselijke bevolking veelal van Wit-Russische afkomst. In het dorp staat een grote Russisch-orthodoxe kerk (cierkwie).
Het dorp is beroemd bij biologen in de hele wereld omdat het in het hart van het grootste restant van een gematigd oerwoud ligt, het Bialowiezabos of Puszcza Białowieska. In dit bos leeft de grootste wilde populatie van de Europese bizon; de wisent.

## Afbeeldingen

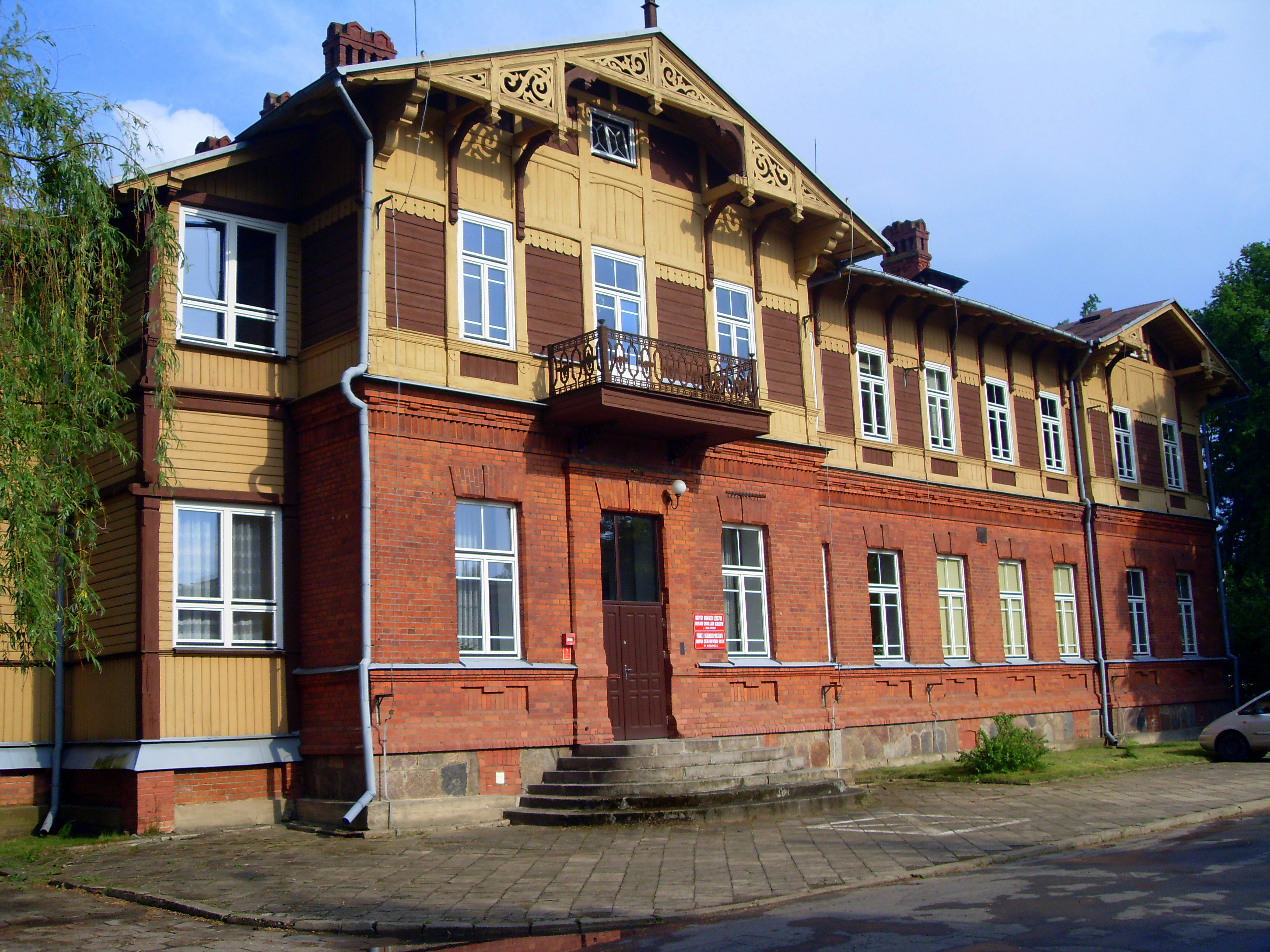
Instituut voor bosonderzoek
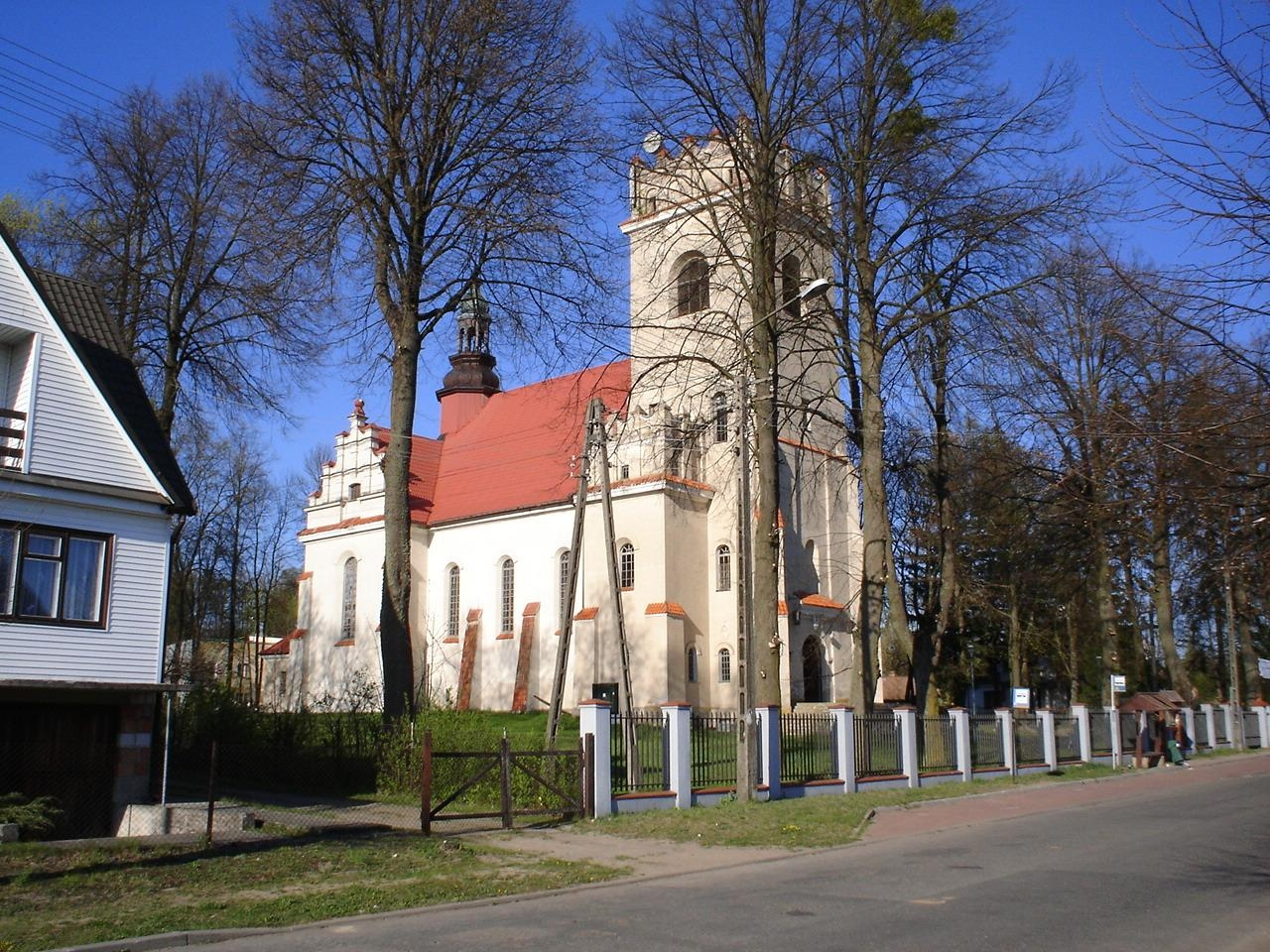
R.K. kerk in Białowieża
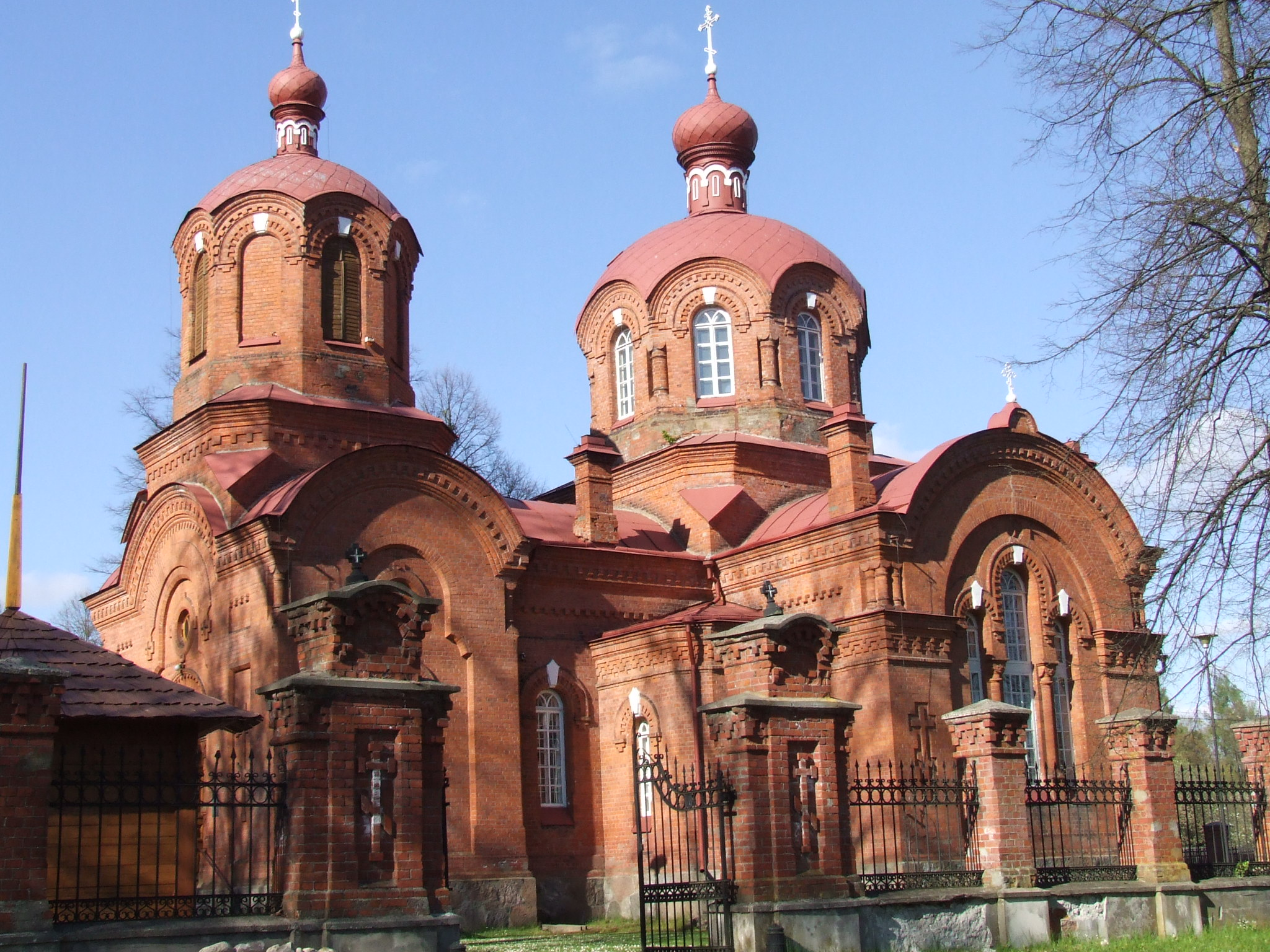
Orthodoxe Sint-Nicolaaskerk
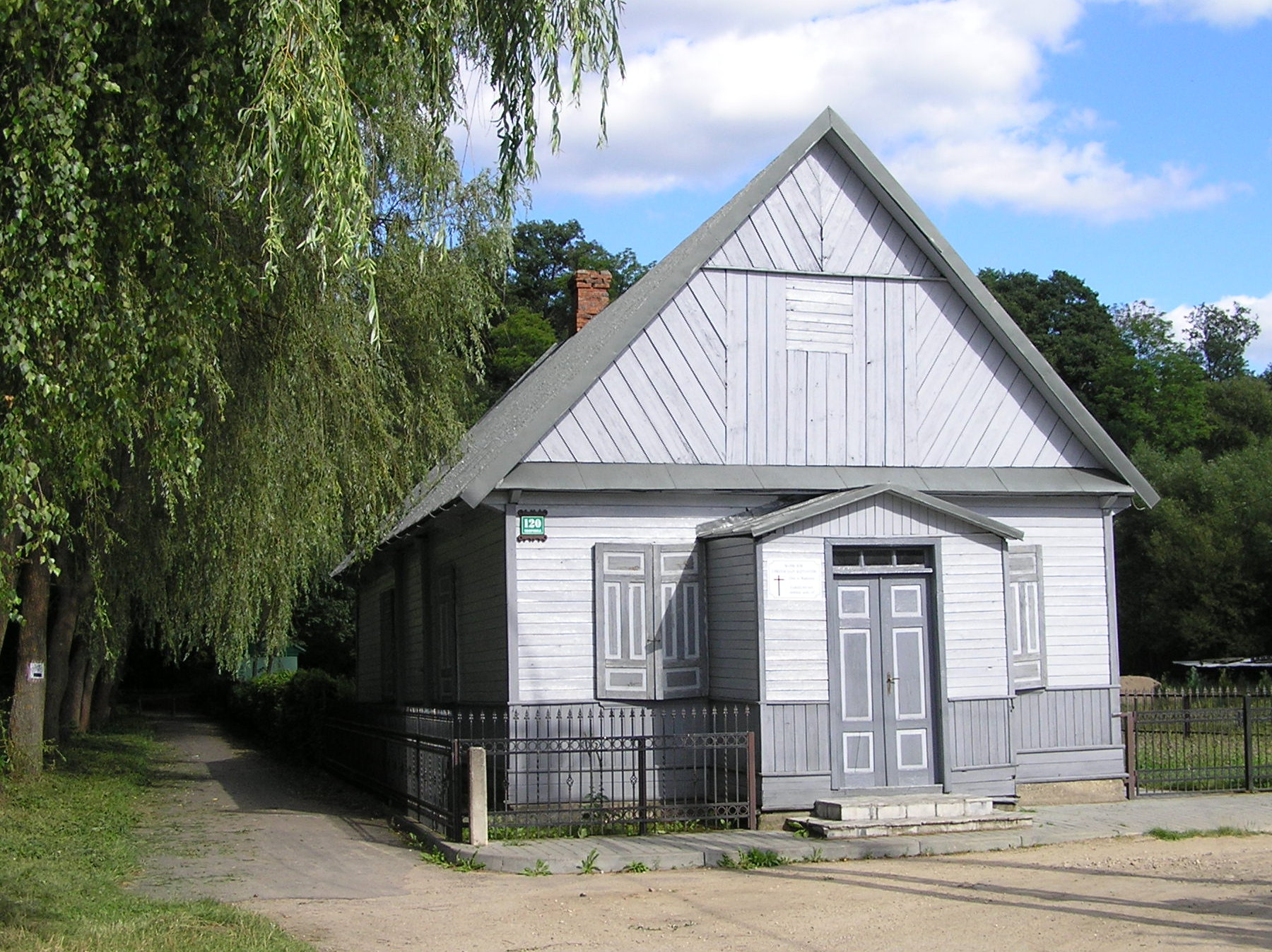
Baptistenkerk